# Amselhöfle
Das Amselhöfle ist ein Einzelhof des Abtsgmünder Ortsteils Untergröningen im Ostalbkreis in Baden-Württemberg.

## Beschreibung
Der Ort steht etwa 500 Meter südwestlich von Untergröningen linksseits über dem Kocher. Wenig östlich läuft dessen Zufluss Argenbach vorbei.

## Geschichte
Der Hof wurde vermutlich im 18. Jahrhundert besiedelt.